# Mortiers (Aisne)
Mortiers è un comune francese di 221 abitanti situato nel dipartimento dell'Aisne della regione dell'Alta Francia.

## Società

### Evoluzione demografica
Abitanti censiti